# Salem (série télévisée)
Pour les articles homonymes, voir Salem.
Salem est une série télévisée américaine en 36 épisodes de 42 minutes créée par Adam Simon et Brannon Braga, inspirée des procès de Salem, et diffusée entre le 20 avril 2014 et le 25 janvier 2017 sur WGN America et au Canada sur Space.
En Belgique, la série est diffusée depuis le 17 juin 2016 sur Plug RTL, et en France depuis le 13 septembre 2016 sur Netflix. Elle reste inédite dans les autres pays francophones.

## Synopsis
La chasse aux sorcières a commencé. À Salem, les sorcières sont réelles, mais elles ne sont pas ce qu'elles semblent être...

## Distribution

### Acteurs principaux
- Janet Montgomery (VF : Marie Giraudon) : Mary Sibley (née Walcott)
- Shane West (VF : Gilles Morvan) : John Alden
- Seth Gabel (VF : Alexandre Gillet) : Cotton Mather
- Tamzin Merchant (VF : Adeline Chetail) : Anne Hale
- Ashley Madekwe (VF : Marie Tirmont) : Tituba
- Elise Eberle (VF : Alice Taurand) : Mercy Lewis
- Xander Berkeley (VF : Stefan Godin) : Magistrat Hale (saison 1 - invité saison 2)
- Iddo Goldberg (VF : Patrick Mancini) : Isaac Walton
- Lucy Lawless (VF : Emmanuèle Bondeville) : Comtesse Marburg (saison 2 ; saison 3 (voix))
- Joe Doyle (VF : Mathias Kozlowski) : Baron Sebastian von Marburg (saisons 2 & 3)
- Oliver Bell (en) (VF : Kaycie Chase) : John Junior/ Samaël, le Diable (saisons 2 & 3)
- Stuart Townsend (VF : Damien Boisseau) : Dr Samuel Wainwright (saison 2)

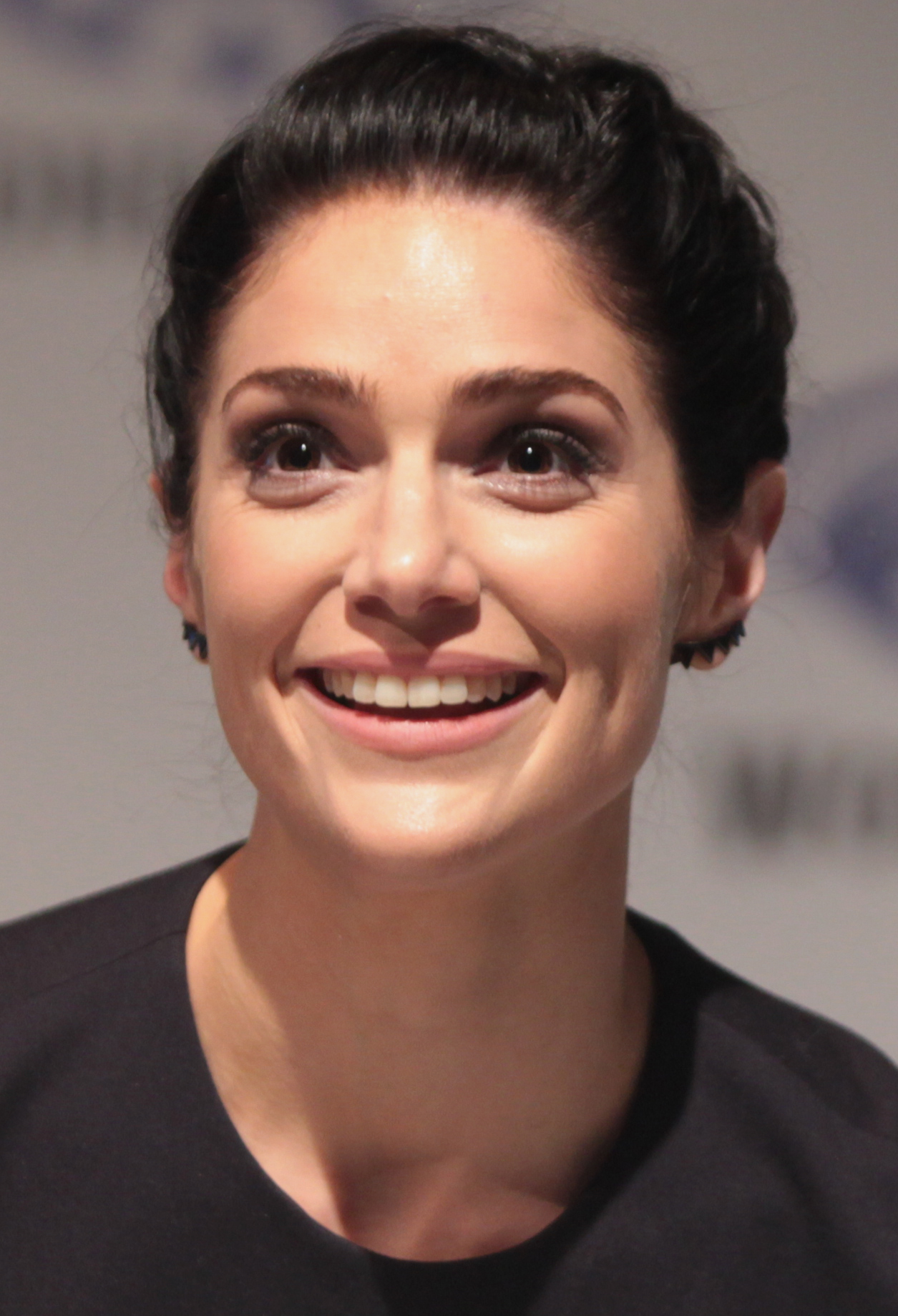
Janet Montgomery interprète Marie Sibley.
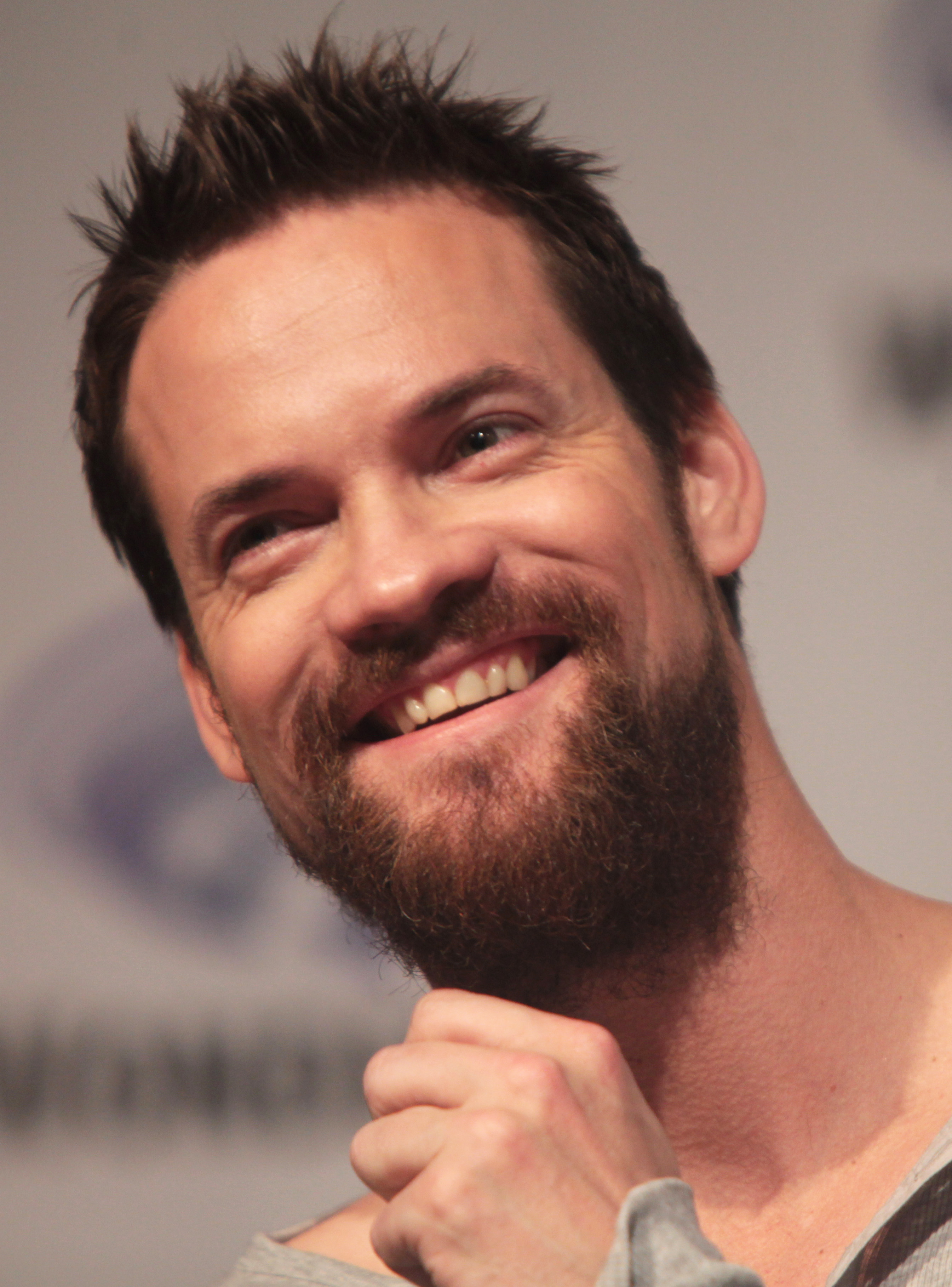
Shane West interprète John Alden.
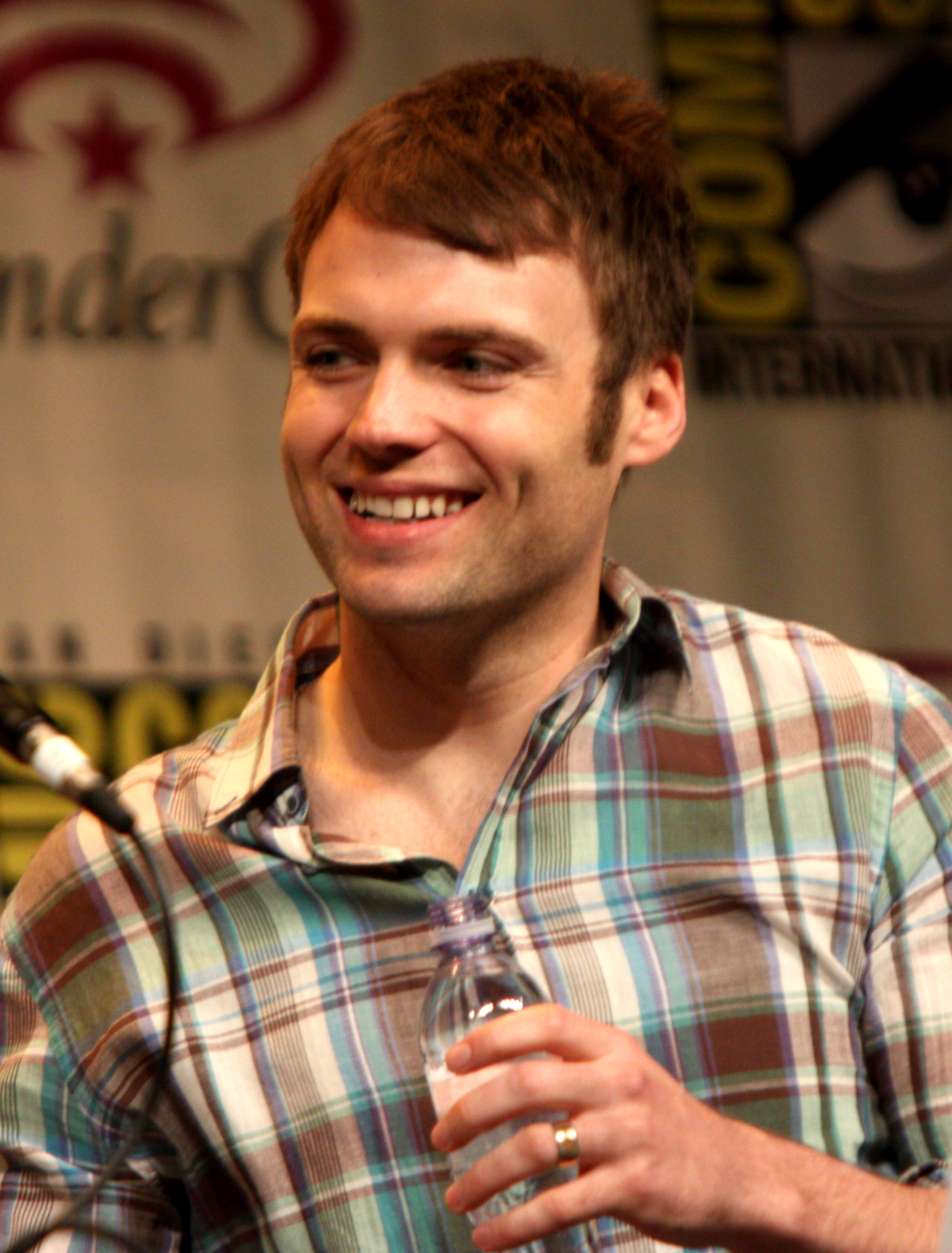
Seth Gabel interprète Cotton Mather.
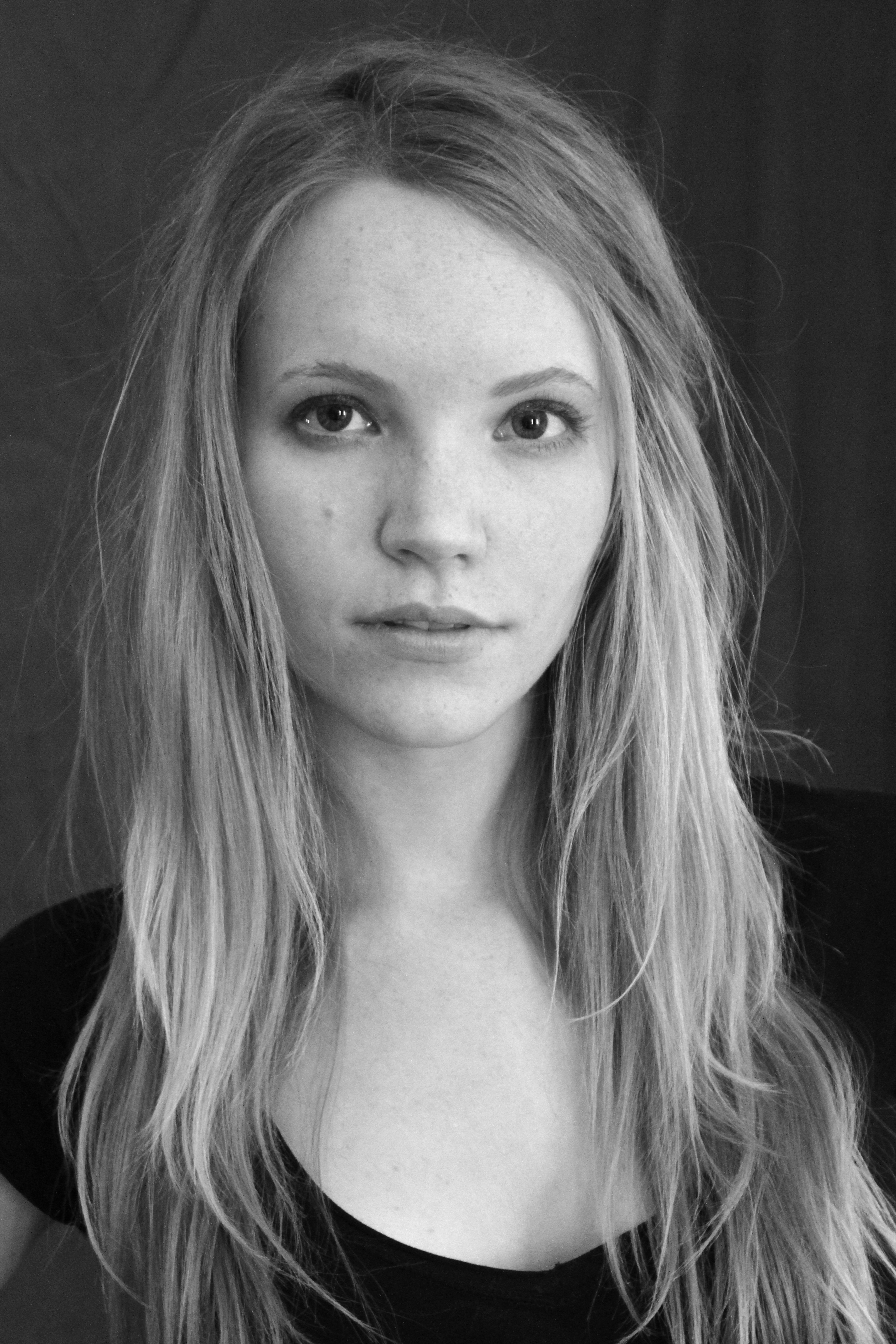
Tamzin Merchant interprète Anne Hale.
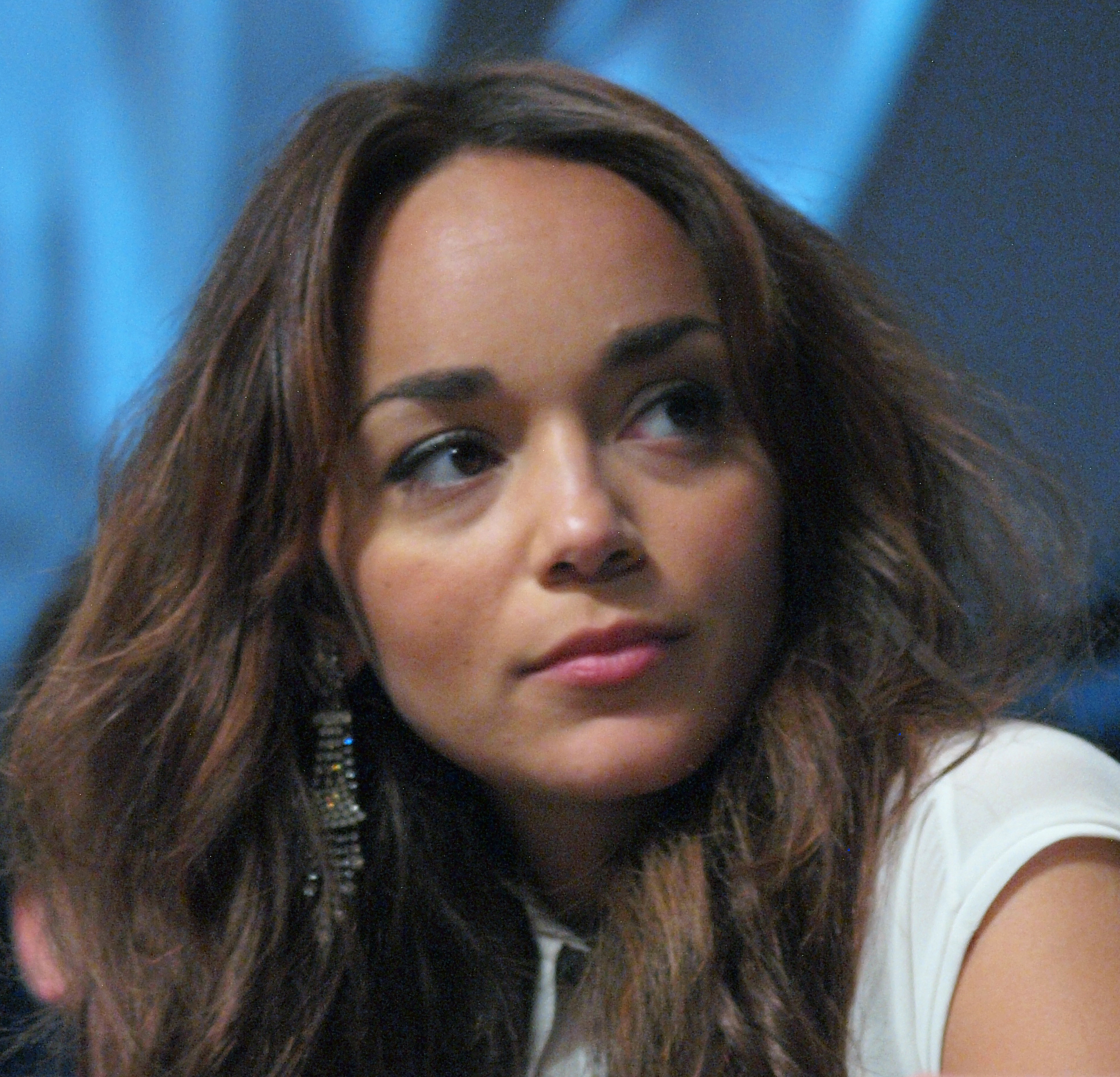
Ashley Madekwe interprète Tituba.
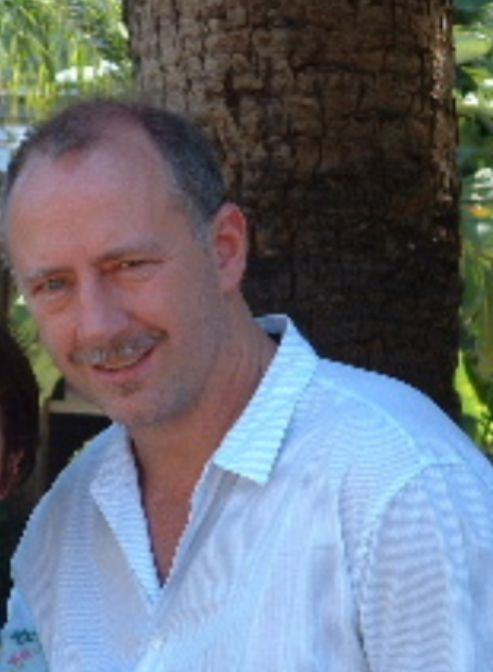
Xander Berkeley interprète John Hale.
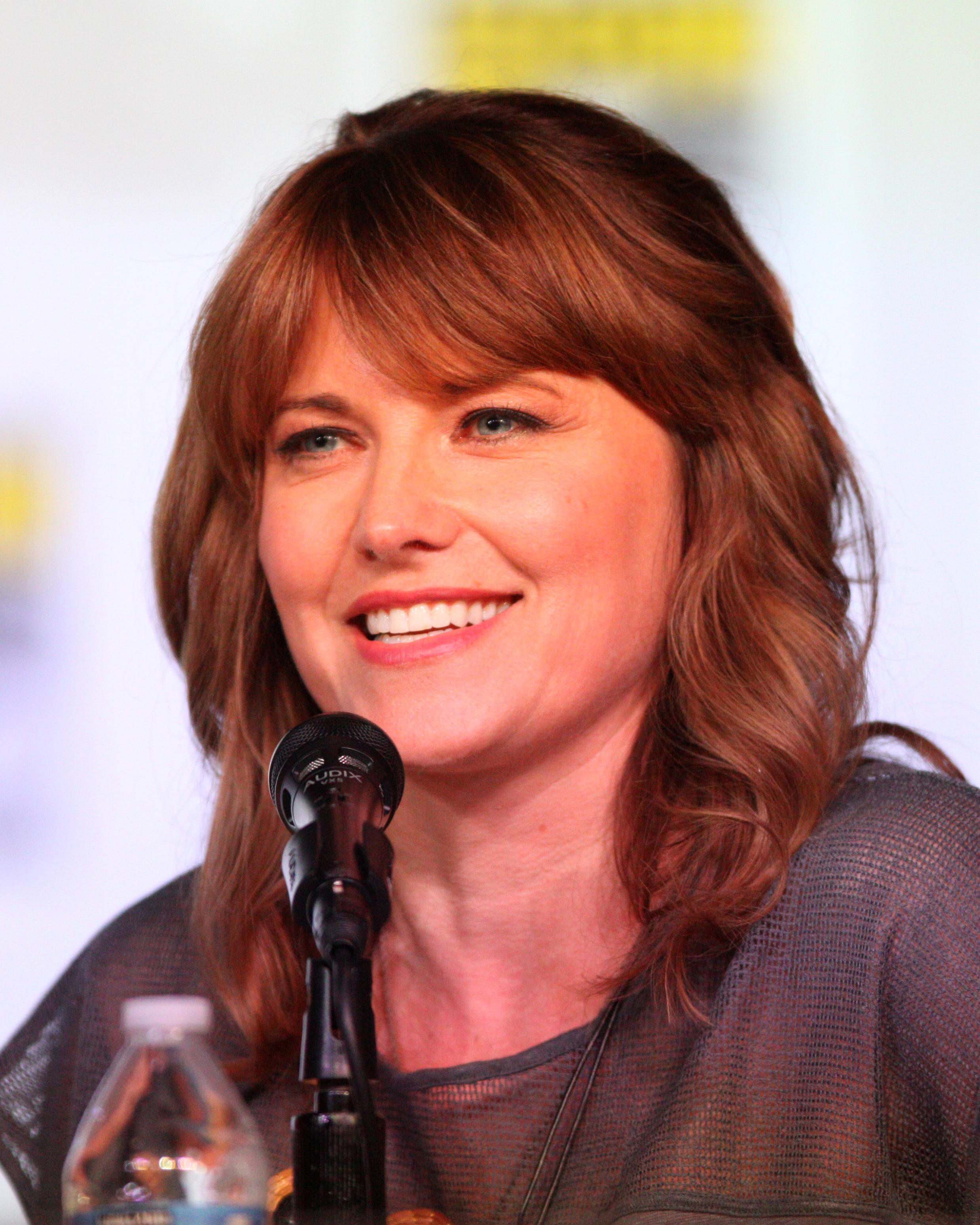
Lucy Lawless interprète Comtesse Marburg
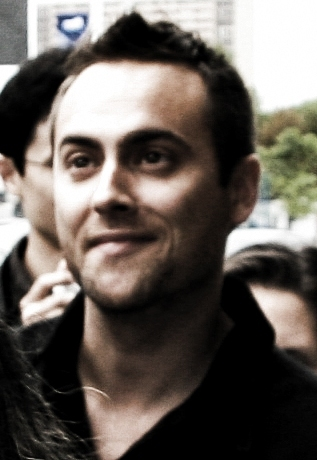
Stuart Townsend interprète Dr. Samuel Wainwright.

### Récurrents
- Michael Mulheren (en) (VF : Jean-Claude Balard) : George Sibley
- Jeremy Crutchley (VF : Gabriel Le Doze) : Hathorne
- Stephen Lang (VF : Philippe Catoire) : Increase Mather
- Sammi Hanratty (VF : Zina Khakhoulia) : Dollie Trask (saison 1 et 2)
- Azure Parsons (en) (VF : Philippa Roche) : Gloriana Embry (saison 1 et 3)
- Lara Grice (en) (VF : Gaëlle Savary) : Mrs. Hale (saison 1)
- Thomas Francis Murphy (de) (VF : Hervé Caradec) : Reverend Lewis
- Mary Katherine O'Donnell (VF : Vanessa Van-Geneugden) : Emily
- Christopher Berry (VF : Yann Guillemot) : Petrus
- Morgana Shaw (VF : Maïté Monceau) : Mab (saison 1)
- Samuel Roukin : La Sentinelle / Belzébuth (saison 3)
- Jon Fletcher : Samael / Le diable Adulte (saison 3)

Version française
- Société de doublage : Dub'Club[4]
- Direction artistique : Mélody Dubos[5]
- Adaptation des dialogues : Daniel Danglard, Nathalie Castellani et Sabrina Boyer[5]

 Source et légende : version française (VF) sur RS Doublage et Doublage Série Database

## Développement
Le développement de la série a commencé en juillet 2012, sous le titre Malice pour la chaîne WGN America. Le 4 juin 2013, WGN contourne la phase pilote et passe une commande de treize épisodes, désormais sous son titre actuel,. La série a été créée par Adam Simon et Brannon Braga, qui sont également producteurs exécutifs aux côtés de Jeff Kwatinetz et Josh Barry. Le tournage de la série a commencé à Shreveport, en Louisiane, le 8 novembre 2013, sur un plateau reflétant le XVIIe siècle au Massachusetts.
Le 5 mai 2014, la série a été renouvelée pour une deuxième saison de treize épisodes.
Le 11 juillet 2015 au Comic-con de San Diego, la série a été renouvelée pour une troisième saison.
Le 13 décembre 2016, la chaîne annonce que la saison 3 sera aussi la dernière et qu'elle ne sera pas reconduite pour une quatrième saison .

## Épisodes

### Première saison (2014)
1. Le Vœu (The Vow)
2. L'Enfant pétrifié (The Stone Child)
3. En vain (In Vain)
4. Les Survivants (Survivors)
5. Mensonges (Lies)
6. Rose & Mary (The Red Rose and the Briar)
7. Nouveaux territoires (Our Own Private America)
8. L'Étau se resserre (Departures)
9. Que dieu vous garde (Children Be Afraid)
10. La Maison du mal (The House of Pain)
11. Un plan diabolique (Cat and Mouse)
12. Révélations (Ashes, Ashes)
13. Le Grand Rite  (All Fall Down)

### Deuxième saison (2015)
La deuxième saison a été diffusée du 5 avril 2015 au 28 juin 2015.
1. Pas de quartier (Cry Havoc)
2. Baiser de sang (Blood Kiss)
3. De l'intérieur (From Within)
4. Le livre des ombres (Book of Shadows)
5. La mer profonde (The Wine Dark Sea)
6. Traître clair de lune (Ill Met By Moonlight)
7. Sous influence (The Beckoning Fair One)
8. Les oiseaux morts (Dead Birds)
9. Le salaire du péché (Wages of Sin)
10. Jusqu'à ce que la mort nous sépare (Til Death Do Us Part)
11. Sur la Terre comme en enfer (On Earth As In Hell)
12. Que jamais minuit ne sonne (Midnight Never Come)
13. L'heure des sorcières (The Witching Hour)

### Troisième saison (2016-2017)
Elle a été diffusée du 2 novembre 2016 au 25 janvier 2017.
1. Après la chute (After the Fall)
2. Cœur diabolique (The Heart Is a Devil)
3. Le Jugement (The Reckoning)
4. Les Agents de la nuit (Night's Black Agents)
5. La Reine des sorcières (The Commonwealth of Hell)
6. L'Enfant du mercredi (Wednesday's Child)
7. L'Homme du jeudi (The Man Who Was Thursday)
8. Les Chevaliers du vendredi (Friday's Knights)
9. Samedi soir en enfer (Saturday Mourning)
10. Le Dimanche noir (Black Sunday)

## Musique
Le générique de début Cupid Carries a Gun est signé par Marilyn Manson.

## Audiences

### Aux États-Unis
Lancé le 20 avril 2014, l'épisode pilote réalise un excellent démarrage pour la chaîne câblée, accessible seulement dans 72 millions de foyers américains en réunissant 1,52 million de téléspectateurs. Au fil des semaines la série réalise des scores autour des 500 000 fidèles pour réunir en moyenne 600 000 téléspectateurs au cours de la première saison.